# Trimarcisia
Trimacisia è un termine militare di origine celtica, già traslitterato in greco come τριμαρκισία. Il vocabolo indicava una particolare tattica militare della cavalleria celtica, comportante l'avvicendamento in battaglia di tre cavalieri. La tattica è descritta da Pausania che la riferisce ai Galati, durante le spedizioni celtiche nei Balcani.

## Etimologia
L'etimologia della parola non è nota con certezza. Secondo Pausania, il termine derivava dall'unione del numerale tri (tre) con la parola marka (μάρκαν), quest'ultimo il termine con cui i Celti avrebbero indicato, nella loro lingua, il cavallo. Quest'ultima circostanza, in effetti, troverebbe una corrispondenza nella radice *mark-os di parole per "cavallo da sella": la radice è attestata nelle lingue celtiche e germaniche ma non in altri idiomi indoeuropei, così che l'etimologia della radice stessa rimane incerta ed è stata oggetto di numerose ipotesi Antoine Meillet lo riteneva un antico prestito celto-germanico di origine sconosciuta.

## Descrizione
Nella trimarcisia ogni cavaliere era spalleggiato da due servitori, entrambi abili cavalieri, e muniti ciascuno di un proprio cavallo, che stazionavano in seconda fila in attesa di intervenire: nel caso in cui il loro signore fosse stato disarcionato, a seguito del ferimento o dell'uccisione dall'animale, potevano rifornirlo di un cavallo di riserva. Uno dei due poteva invece sostituirlo in battaglia, in caso di ferimento o morte, mentre l'altro schiavo poteva riaccompagnare il ferito al campo.
Ne conseguiva che il numero dei cavalieri realmente impegnati nei combattimenti di cavalleria era un terzo degli effettivi disponibili.

## Origine
La tattica, secondo Pausania, era ispirata a quella utilizzata dai Diecimila immortali del Gran Re di Persia, con una sostanziale modifica: mentre i Persiani rimpiazzavano le perdite al termine della battaglia, i Celti reintegravano il numero di guerrieri nel vivo del combattimento.

## Utilizzo
Si ha menzione del suo utilizzo durante l'invasione celtica di Macedonia e Grecia che minacciò il recinto sacro di Apollo a Delfi nel 279 a.C. In quel caso, ad esempio il numero totale dei cavalieri era di 61.200, mentre quelli effettivamente impegnati in contemporanea ammontavano a 20.400